# Kalle Kustaa Paasia
Kaarlo Kustaa „Kalle” Paasia (Finnország, Sääksmäki, 1883. augusztus 28. – Finnország, Naantali, 1961. december 19.) olimpiai bronzérmes finn tornász.
Az 1908. évi nyári olimpiai játékokon indult, és mint tornász versenyzett. Csapat összetettben bronzérmes lett.
Klubcsapata Ylioppilasvoimistelijat volt.